# Алжир (місто)
Алжи́р (араб. الجزائر) — столиця Алжиру, розташований на вузькій прибережній рівнині між Атласькими горами і Середземним морем. Місто побудоване на схилах пагорбів Сахель, які паралельні узбережжю Середземного моря, і простягається на 16 км уздовж затоки Алжир. Населення 2 988 145 (2011). Головне місто і господарський центр країни Алжиру, великий порт на Середземному морі, залізничний вузол і аеропорт.

## Етимологія
Назва міста походить від арабського слова «Аль-Джазаїр» (الجزائر, al-Jazā'ir) і означає «Острови». Первісно цим терміном позначали чотири острови біля міського узбережжя, які стали частиною великої землі в 1525 році. Крім цього «Аль-Джазаїр» було скороченою назвою старого міста Алжира, що повністю називалося «Джазаїр Бані Мазхана» (جزائر بني مزغانة). Його використовували арабські середньовічні географи, такі як Мухаммад аль-Ідрісі та Якут аль-Хамаві. Арабська назва міста перейшла в османську мову — Cezayir і французьку — Alger.
Назва країни Алжир виводиться від назви міста-столиці.

## Історія
Алжир був заснований фінікійцями як одна з численних північноафриканських колоній. Місто було відомо карфагенянам і римлянам як Ікозіум. Було зруйноване мавританським вождем Фірмусом 373 року, а потім вандалами в V столітті. У першій половині X століття місто було відроджене як центр торгівлі на Середземному морі берберською династією Зірідів.
У XVI столітті Алжир захопили турки. У 1517—1830 роках місто було адміністративним центром Алжирського намісництва Османської імперії. У 1830—1962 роках — французьке володіння. З липня 1962 року — столиця незалежного Алжиру.

## Клімат
Місто знаходиться у зоні середземноморського клімату. Найтепліший місяць — серпень з середньою температурою 25.6 °C (78 °F). Найхолодніший місяць — лютий, з середньою температурою 11.1 °С (52 °F).
| Клімат Алжира           | Клімат Алжира | Клімат Алжира | Клімат Алжира | Клімат Алжира | Клімат Алжира | Клімат Алжира | Клімат Алжира | Клімат Алжира | Клімат Алжира | Клімат Алжира | Клімат Алжира | Клімат Алжира | Клімат Алжира |
| Показник                | Січ.          | Лют.          | Бер.          | Квіт.         | Трав.         | Черв.         | Лип.          | Серп.         | Вер.          | Жовт.         | Лист.         | Груд.         | Рік           |
| Абсолютний максимум, °C | 25            | 30            | 28            | 33            | 32            | 40            | 42            | 47            | 40            | 38            | 32            | 30            | 47            |
| Середній максимум, °C   | 16            | 16            | 18            | 20            | 22            | 26            | 30            | 31            | 28            | 25            | 20            | 17            | 22            |
| Середня температура, °C | 11            | 12            | 12            | 14            | 17            | 21            | 25            | 25            | 23            | 19            | 15            | 12            | 17            |
| Середній мінімум, °C    | 6             | 6             | 7             | 9             | 12            | 16            | 19            | 20            | 17            | 13            | 10            | 7             | 12            |
| Абсолютний мінімум, °C  | −2            | −1            | −1            | 1             | 2             | 8             | 11            | 10            | 11            | 2             | 1             | −2            | −2            |
| Норма опадів, мм        | 100           | 80            | 70            | 50            | 30            | 10            | 0             | 0             | 30            | 80            | 100           | 120           | 730           |
| ----------------------- | ------------- | ------------- | ------------- | ------------- | ------------- | ------------- | ------------- | ------------- | ------------- | ------------- | ------------- | ------------- | ------------- |
| Джерело: Weatherbase    |               |               |               |               |               |               |               |               |               |               |               |               |               |

## Економіка
Промисловість Алжира розвинута слабо. Підприємства по переробці сільськогосподарської сировини (харчові, текстильні), чавуноливарні майстерні, виробництво килимів. Вилов сардин, губок, добування коралів.

## Транспорт
- Мережа з 54 міських і приміських автобусних маршрутів (обслуговується ETUSA).
- SNTF (національна залізнична компанія) — зв'язує столицю з передмістями.
- Алжирський метрополітен, введено в експлуатацію 1 листопада 2011 року.
- Алжирський трамвай, запущений в експлуатацію 8 травня 2011 року.
- Аеропорт Алжир Хуарі Бумедьєн, розташовано за 20 км від міста.

Також у місті є 4 лінії канатних доріг:
- Ель-Маданьа — Белуїздад
- Собор Африканської Богоматері — Болоїн
- Memorial des Martyres/Riad el Feth — Jardin d'essais
- Palais de la culture — Oued Kniss

## Культура
Університет, археологічний музей, національний музей образотворчого мистецтва.

## Спорт
У місті базуються футбольні клуби УСМ Алжир (Алжирська Професіональна Ліга 1) і Параду (Алжирська Професіональна Ліга 2). Обидва клуби свої домашні поєдинки проводять на стадіоні «Омар Хаммаді».

## Персоналії
- Роже Анен (1925—2015) — французький актор та режисер
- Франсуаза Фабіан (*1933) — французька акторка.

## Галерея

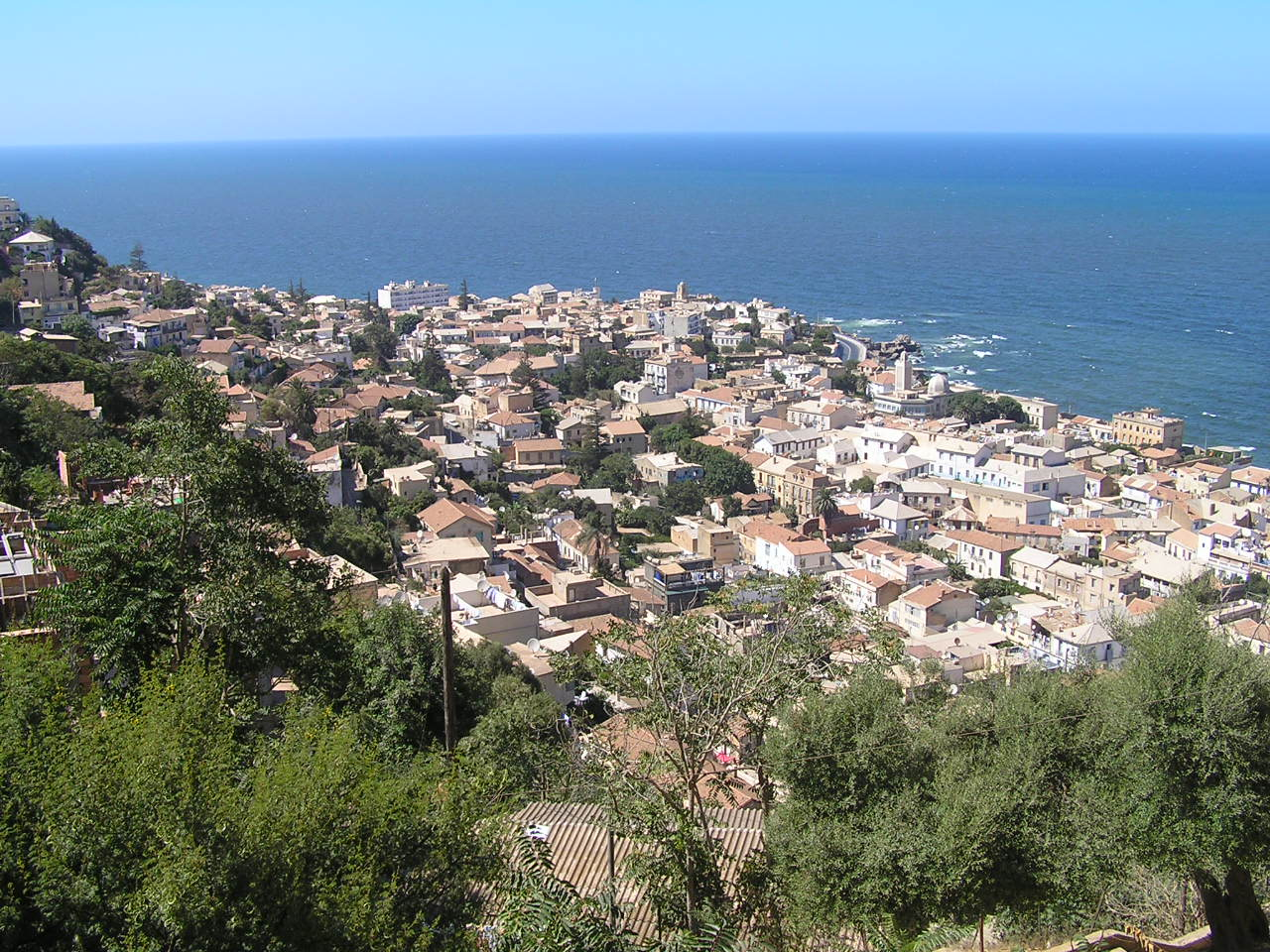
Вид прибережної частини міста
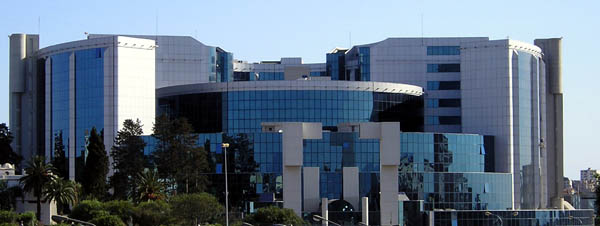
Міністерство фінансів Алжиру
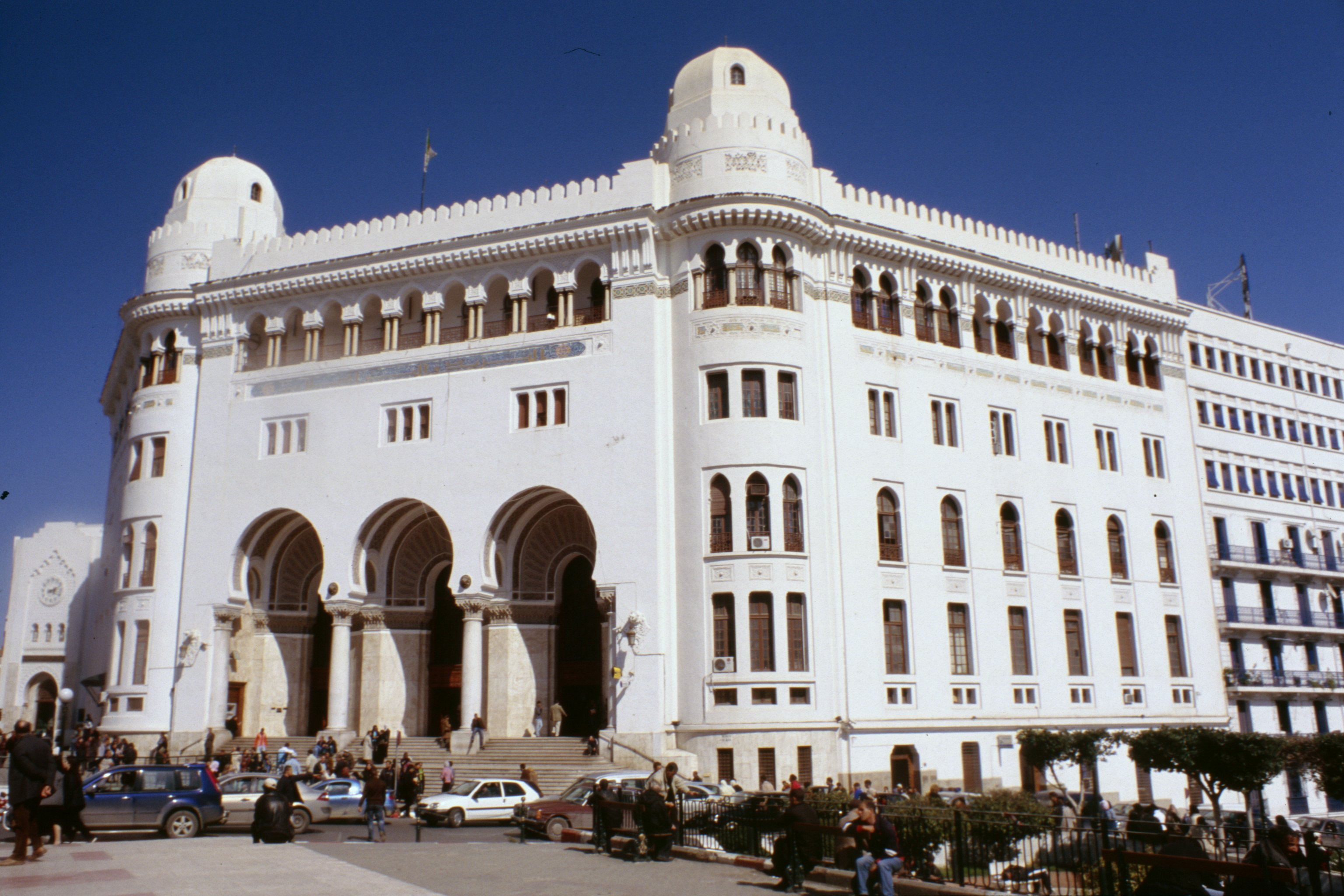
Головне поштове відділення
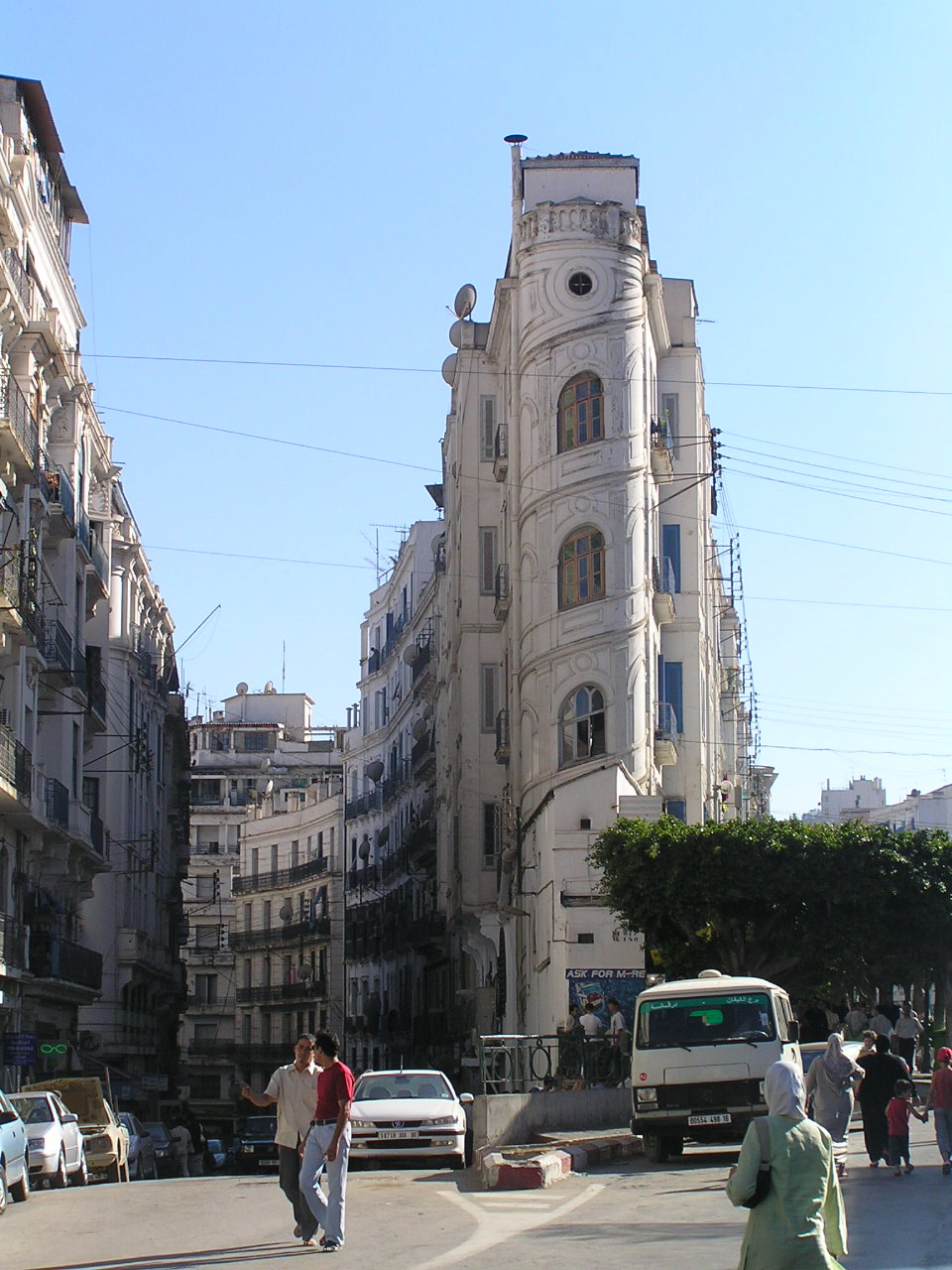
Будинок колоніальної епохи
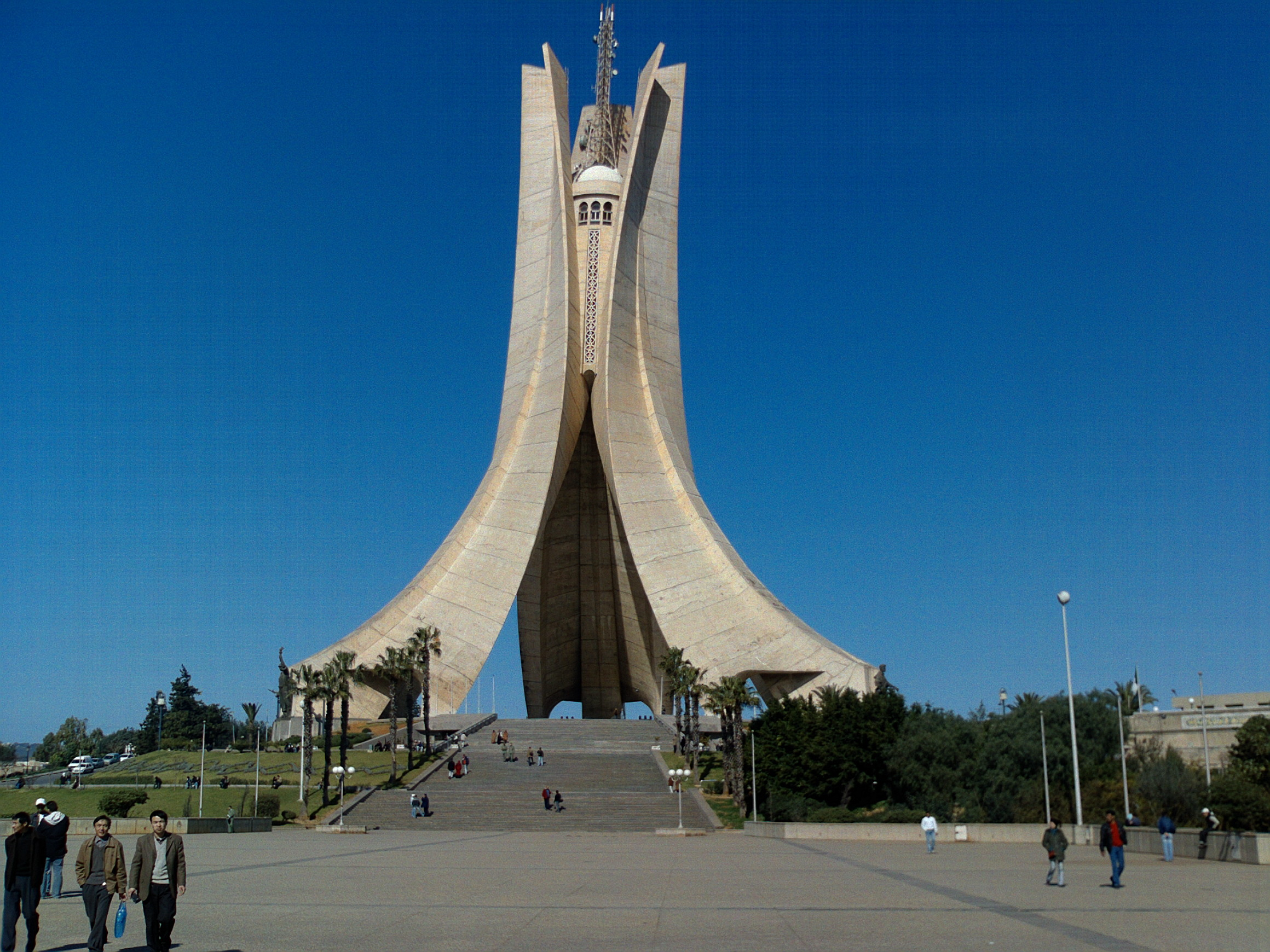
Меморіал мучеників
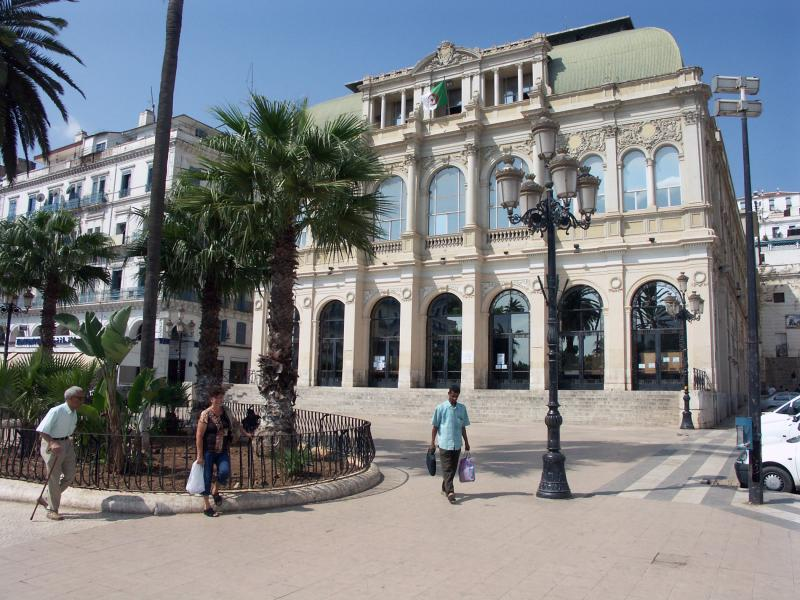
Опера
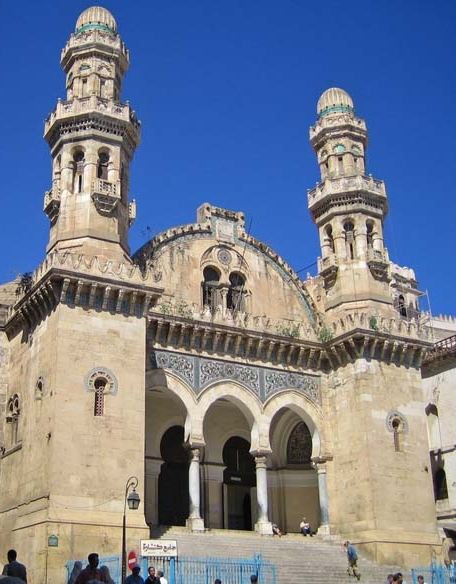
Мечеть Кетшава
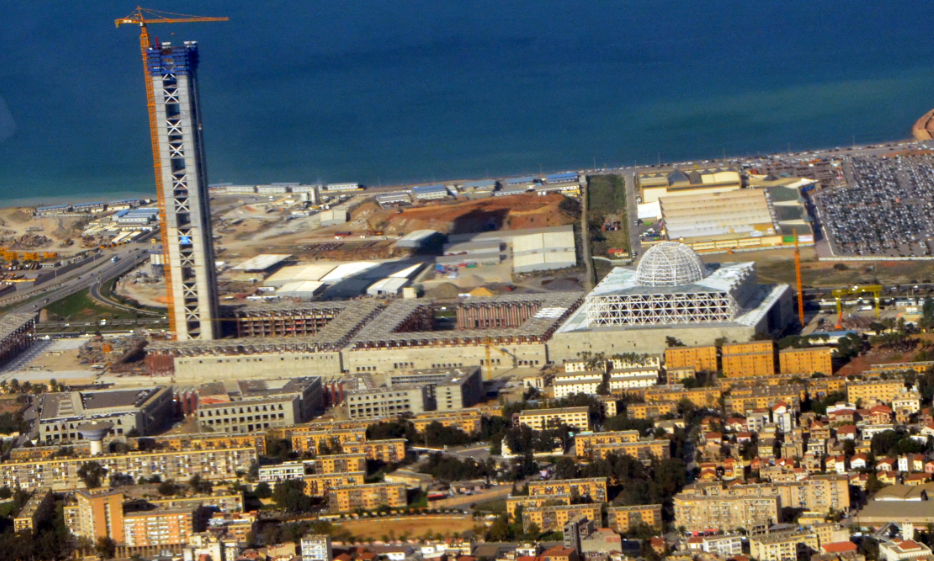
Будівництво мечеті Джамаа ель-Джазаїр
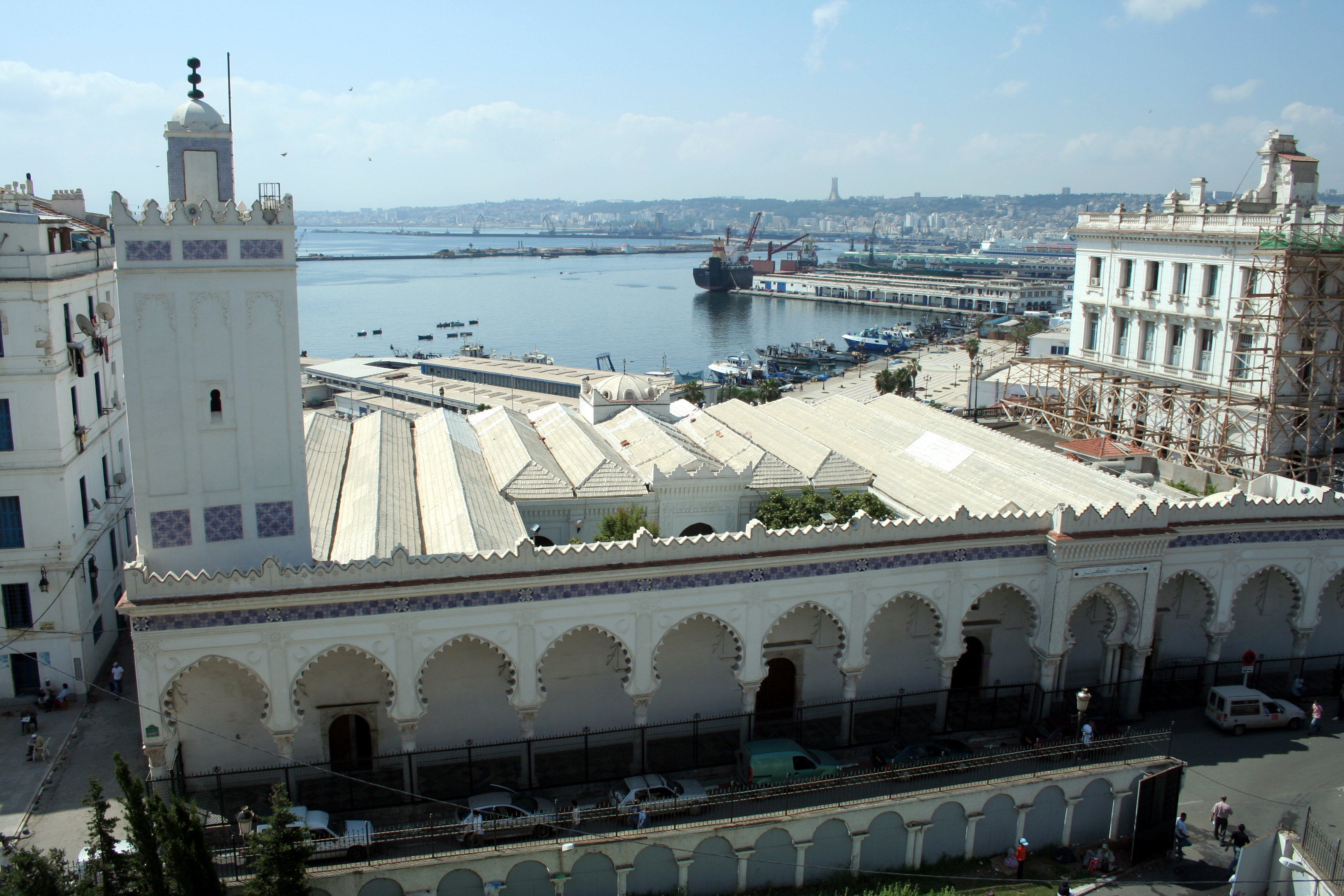
Головна мечеть Алжиру
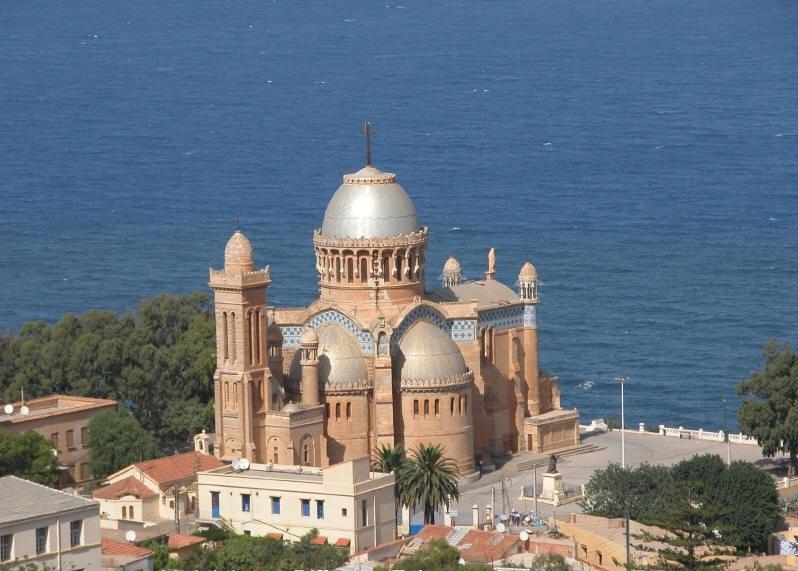
Собор Африканської Богоматері
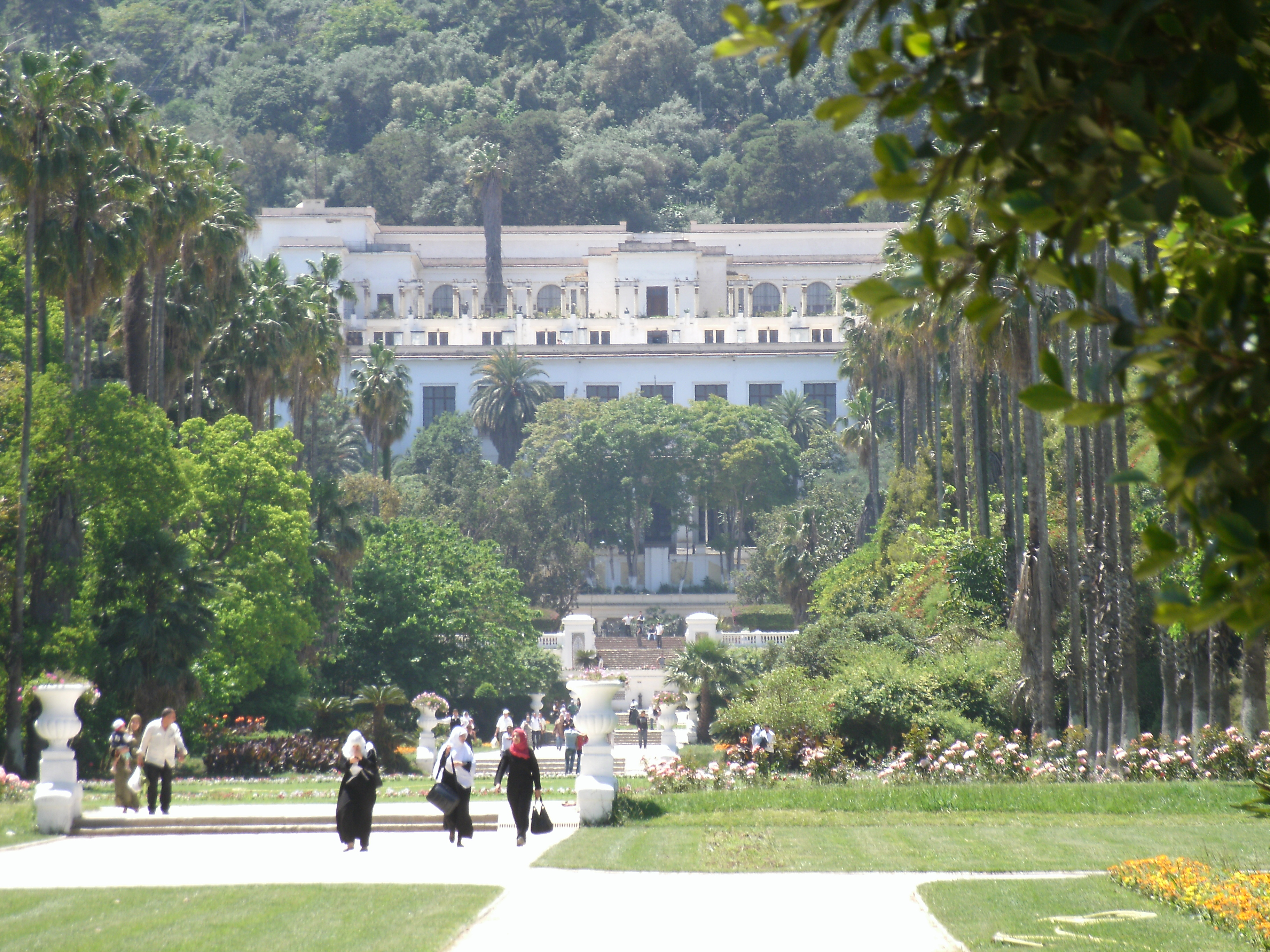
Національний музей образотворчого мистецтва
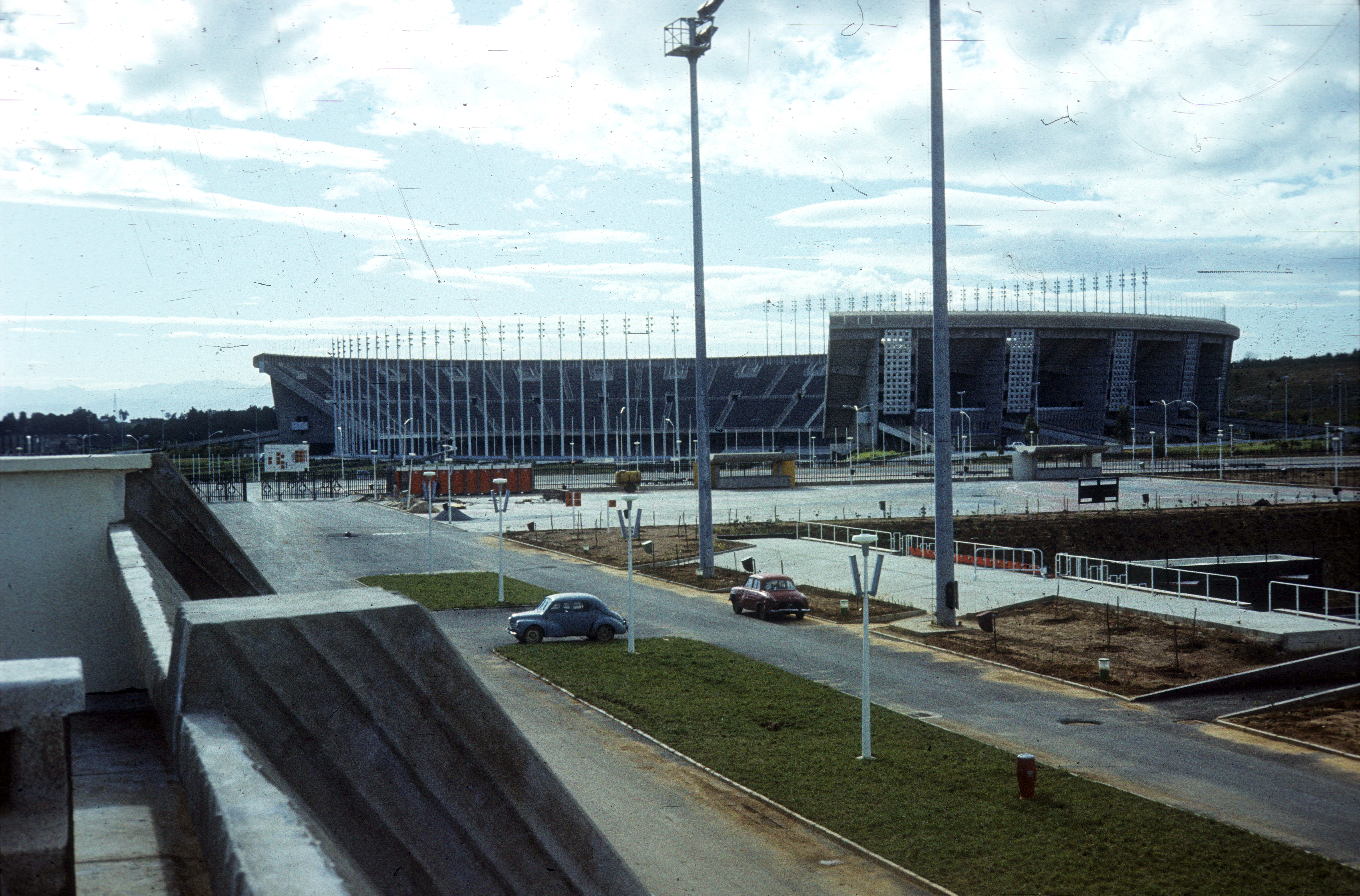
Стадіон 5 липня 1962 року